# Dicranomyia ovalistigma
Dicranomyia ovalistigma là một loài ruồi trong họ Limoniidae. Chúng phân bố ở miền Australasia.